# Chřibská
Chřibská  (niem. Kreibitz) – miasto w północnych Czechach w kraju ujskim okres Děčín.
Według danych z 1 stycznia 2024, liczba mieszkańców miasta wynosi 1341 osób (1144. miejsce w kraju wśród miejscowości; 556. miejsce wśród miast).

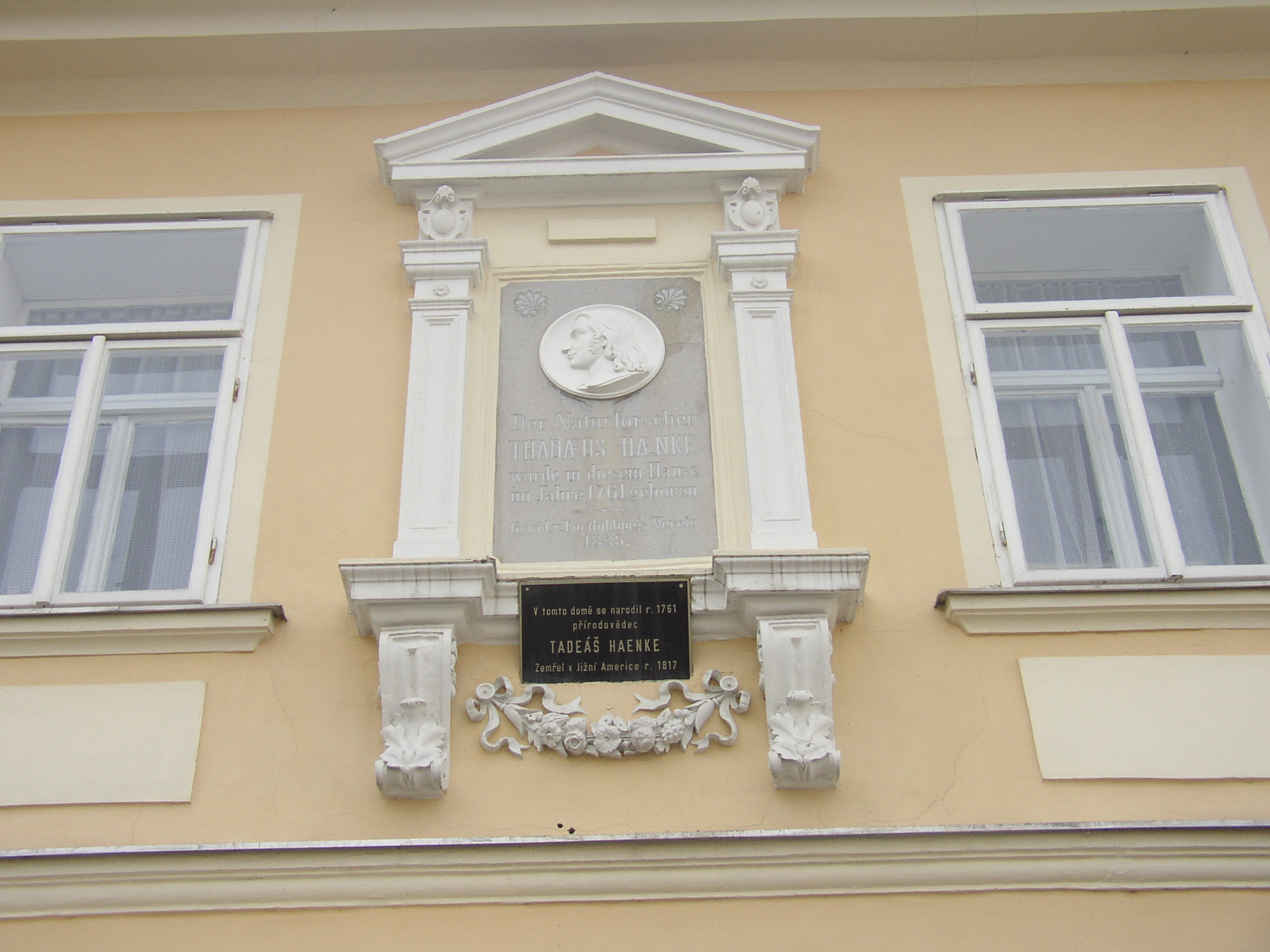
Tablica pamiątkowa na budynku, w którym mieszkał botanik Tadeus Haenke

## Położenie
Miasto położone w północnych Czechach, w zachodniej części Gór Łużyckich, na wysokości 387 m n.p.m., około 11 km na południowy zachód od miasta Rumburk i około 9 km na północny wschód od miejscowości Česká Kamenice. Wschodnia część miasta znajduje się na obszarze chronionego krajobrazu Gór Łużyckich czes. CHKO Lužicke hory, zaś zachodnia część miasta leży w północno-wschodniej części obszaru chronionego krajobrazu Łabskie Piaskowce (czes. CHKO Labské pískovce).

## Charakterystyka
Jest to stara śródgórska, miejscowość, letniskowa, położona na wysokości 387 m n.p.m., w dolinie rzeki Chřibská Kamenice i Matáyska, otoczona zalesionymi wzgórzami o wysokości od 425 do 774 m n.p.m., Gór Łużyckich i Łabskich Piaskowców. Jest to długa rozciągnięta w dwóch kierunkach miejscowość, charakteryzująca się wąską i skupioną zabudową. Większość zabudowań stanowią zabytkowe budynki, położone wzdłuż rzek i drogi. W skład miasta wchodzą cztery miejscowości: Nová Chřibská, Krásné Pole, Dolní Chřibská i Horní Chřibská, które do 1950 roku stanowiły samodzielne jednostki administracyjne. Powierzchnia miejscowości wynosi 15,93 km² i zamieszkuje w niej około 1470 mieszkańców. W Horní Chřibská znajduje się działającą do dziś najstarsza huta szkła w Europie założona w 1414 roku. Na północ od miasta przy dworcu kolejowym, położona są łaźnie klimatyczne, wcześniej była tu wypoczynkowa miejscowość nazywana Mały Semerink. W Dolní Chřibská zachował się cenny zbiór licznych parterowych domków zrębowych z dwuspadowym dachem i przysłupami oraz małymi dzielonymi oknami. Większość domów posiada szczyty wyłożone różnobarwnym łupkiem. W dzielnicy Krásné Pole zachowało się kilka domów, które częściowo wybudowane są konstrukcją wieńcową, z których szczególnie interesujący jest chroniony jako zabytek dom nr 27 z piętrem ryglowym. Miejscowość stanowi turystyczny punkt wyjściowy wycieczek w góry.

## Historia
Dokładna data powstania osady nie jest znana prawdopodobnie powstała w XI wieku, gdy część Serbów Łużyckich uciekając przed gniewem niemieckiego cesarza osiedliła się w dolinie rzeki Chřibská Kamenice nad dawnym szlakiem handlowym "Starą Praską Drogą" prowadzącą z Czech do Łużyc, tu znalazła schronienie i założyła słowiańską osadę Krywicz. Obecną nazwę miastu nadał czeski dziejopisarz Palacký, który nawiązał nazwę do górskiego charakteru tutejszego krajobrazu (chřib – mały pagórek). Jedynym dokumentem mówiącym o wcześniejszym istnieniu miejscowości jest kamień z datą 1144 znaleziony w 1596 roku podczas przebudowy kościoła. Pierwsza wzmianka o osadzie znajduje się w papieskim dokumencie z 1352 roku dotyczącym dziesięciny, następna z 1383 roku mówi o pierwszym przywileju dziedziczenia jaki otrzymała od Michaloviců. Pierwsza huta szkła powstała w Horní Chřibská w XV wieku, a browar powstał w 1500 roku. W roku 1570 Chřibská otrzymała prawa miejskie i prawo używania herbu. W 1650 roku powstał pierwszy cech skupiający rzemieślników związanych z produkcją i obróbką szkła, a w 1661 roku powstała korporacja malarzy szkła. Tkactwo domowe w XIX wieku przemieniło się w przemysł włókienniczy. Miasto nie było siedzibą szlachty feudalnej lecz środowiskiem rzemieślników i handlowców przez co było miastem otwartym w związku z czym nie posiadało bram i murów obronnych. W celach obrony, miasto utrzymywało łuczników tzw. drużynę gildie, a w 1596 roku miasto dla obrony utworzyło oddział strzelców oraz wybudowało szpital. W 1779 roku w mieście był cesarz Józef II Habsburg.
Miasto często nawiedzały klęski i nieszczęścia, w 1736 i 1766 roku miasto strawiły wielkie pożary. Ucierpiało we wszystkich wojnach, w 1633 roku podczas wojny trzydziestoletniej przez miasto przechodził oddział wojska pod dowództwem Valdštejna, a w latach 1639 i 1648 miasto ograbiły wojska szwedzkie. W 1757 i 1778 roku w okolicy miały miejsce walki wojsk austriackich z pruskimi. W 1848 roku na placu miasta wybuchła duża ilość prochu strzelniczego przywiezionego do miasta z Saksonii. W 1866 roku przed inwazją na Czechy w mieście stacjonowały wojska pruskie. W okresie II wojny światowej na terenie miasta był zlokalizowany obóz jeniecki. Pod koniec II wojny światowej przez miasto prowadziła trasa marszu śmierci więźniów z koncentracyjnego obozu Schwarzheide na terenie III Rzeszy. Miasto często niszczyły powodzie w: 1705, 1883, 1897 i 1925 roku, największa z nich była w 1705 roku. Dla ochrony przed powodziami, w latach 1912-1926 zbudowano na rzece zaporę dla zbiornika przeciwpowodziowego, obecnie służy jako zbiornik wody pitnej.
10 października 2006 roku Chřibská otrzymała status miasta.

## Zabytki
- Kościół św. Jerzego, pierwotnie gotycki, późniejszym okresie regotyzowany.
- Nowogotycki ratusz w rynku z 1872 roku.
- Rzeźby Immaculaty i św. Jana Nepomucena autorstwa Franza Wernera z 1752 roku.
- Rodzinny dom Thaddäusa Haenke.
- Leśny teatr w dawnym kamieniołomie piaskowca.
- Akwedukt z 1886 roku.
- Młyn wodny z roku 1884 zabytek kultury technicznej.
- Huta szkła z XV wieku w Horní Chřibská.
- Zabytkowe domki parterowe zrębowe z dwuspadowym dachem i przysłupami w Dolní Chřibská.
- zabytkowy dom nr 27 z piętrem ryglowym w dzielnicy Krásné Pole.